# Mencey
Il mencey è un monarca (re) dei guanci di Tenerife, che era a capo di un territorio detto menceyato. L'equivalente a Gran Canaria prende il nome di guanarteme.

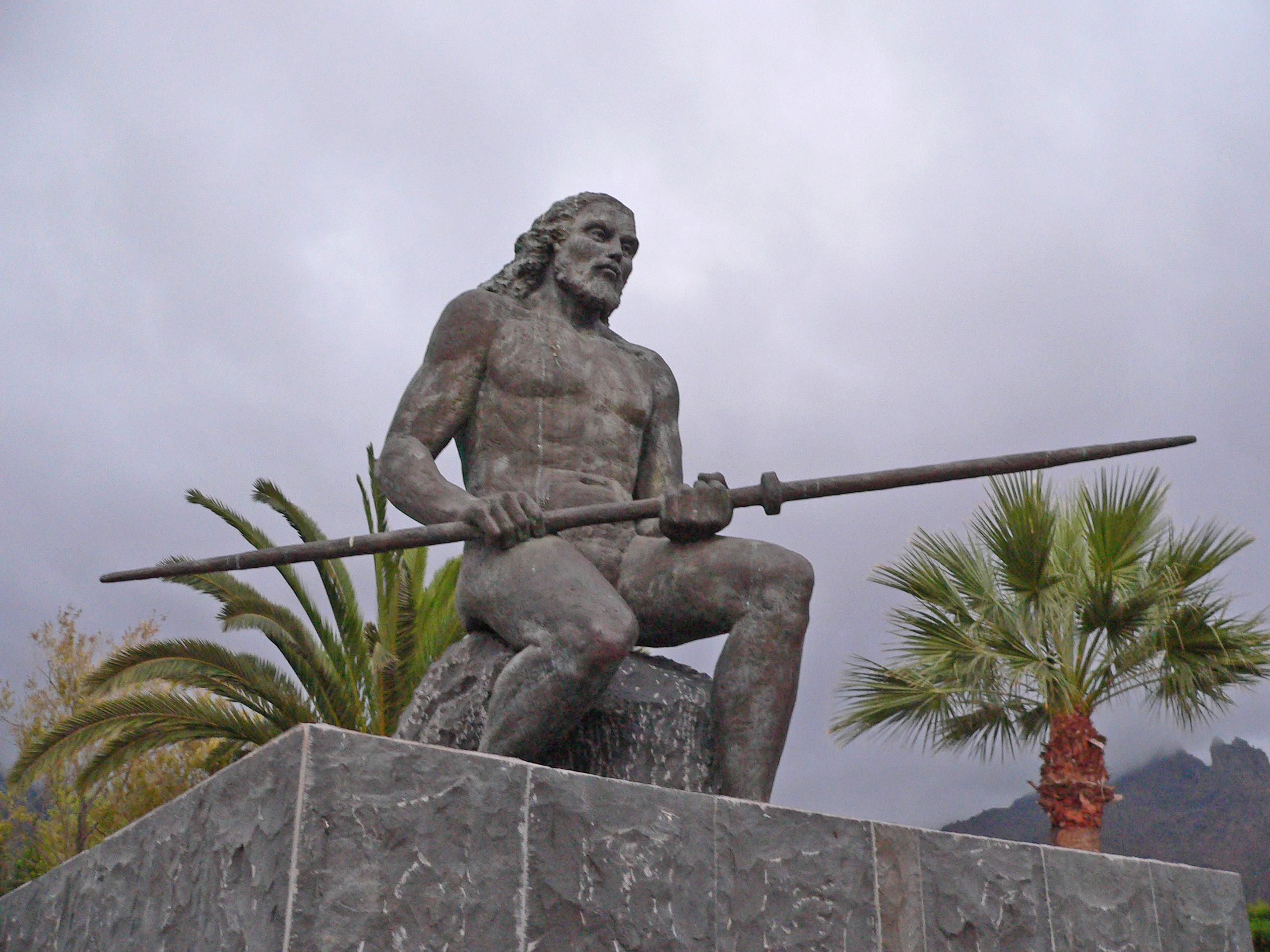
Statua di Tinerfe il Grande a Adeje

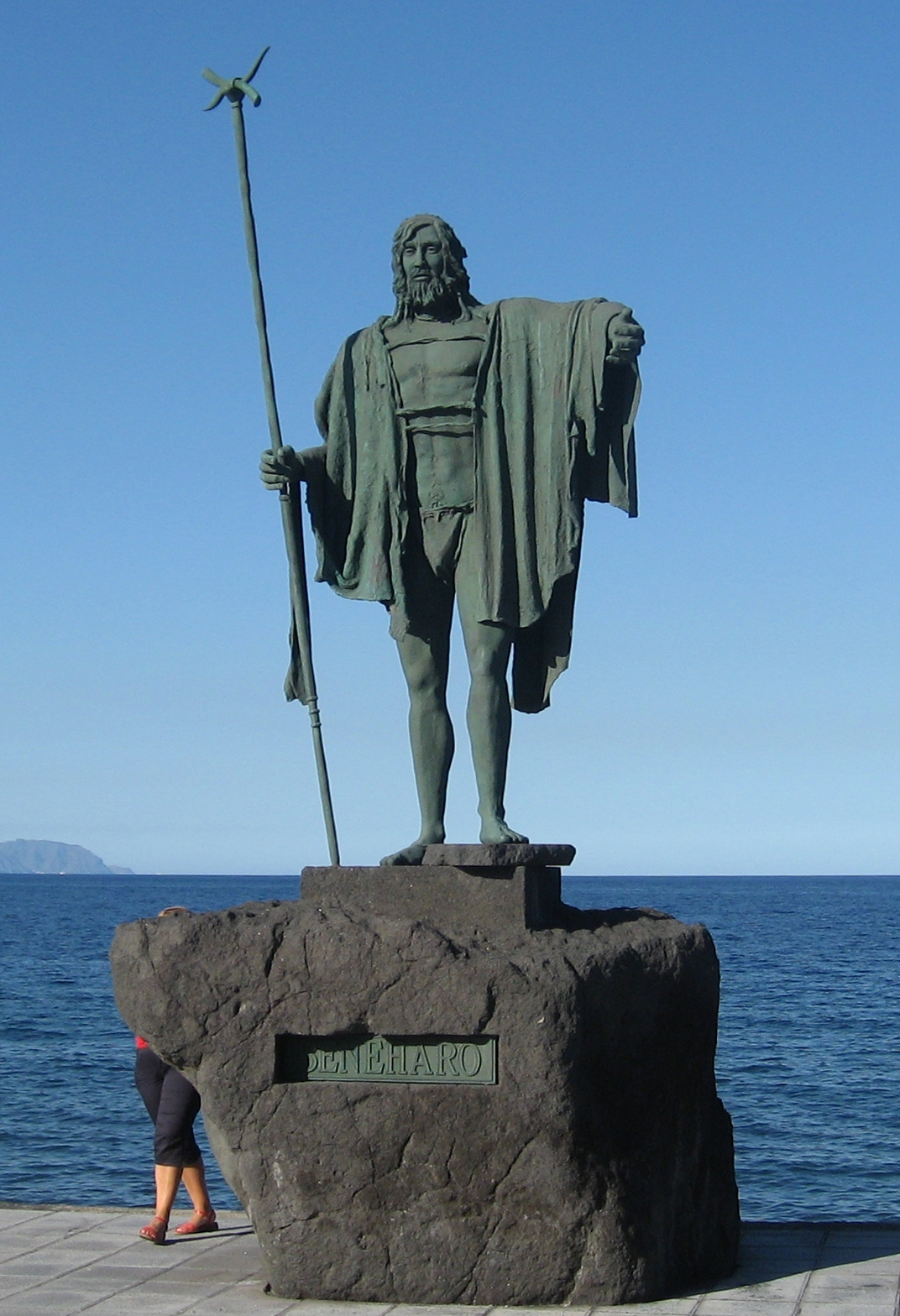
Statua di Beneharo a Candelaria

A Tenerife, l'ultimo grande mencey, fu Tinerfe il Grande, figlio del mencey Sunta, che teneva corte a Adeje (cent'anni prima della conquista) e governava tutta l'isola. Ebbe nove figli legittimi e uno illegittimo, che successivamente si ribellarono e divisero l'isola in nove menceyatos:
- Daute: occupava l'attuale territorio dei municipi di El Tanque, Los Silos, Santiago del Teide, Buenavista del Norte e Garachico.

- Abona: occupava l'attuale territorio dei municipi di Fasnia, Arico, Arona, San Miguel de Abona e Granadilla de Abona. Confinava con il menceyato di Güímar a nord-est, con quello di Adeje a sud-ovest, a nord con Las Cañadas del Teide e a sud con il mare.

- Taoro: occupava l'attuale territorio dei municipi di Puerto de la Cruz, La Orotava, La Matanza de Acentejo, Los Realejos e Santa Úrsula.

- Adeje: occupava l'attuale territorio dei municipi di Guía de Isora, Adeje e Vilaflor

- Anaga: occupava parte dell'attuale territorio dei municipi di Santa Cruz de Tenerife y San Cristóbal de La Laguna.

- Icode: occupava l'attuale territorio dei municipi di San Juan de la Rambla, La Guancha, Garachico e Icod de los Vinos.

- Güímar: occupava l'attuale territorio dei municipi di El Rosario, Candelaria, Arafo e Güímar

- Tegueste: occupava l'attuale territorio del municipio di Tegueste e parte della zona costiera di San Cristóbal de La Laguna.

- Tacoronte: occupava l'attuale territorio dei municipi di Tacoronte, La Matanza de Acentejo ed El Sauzal.

Inoltre esisteva un piccolo territorio per il figlio illegittimo che successivamente si chiamerà "Punta del Hidalgo Pobre" (oggi Punta del Hidalgo).
I mencey avevano un luogo per riunirsi chiamato Tagoror. Nel 1502, anni dopo la conquista ufficiale dell'isola, si riunificò il menceyato di Adeje sotto il comando del mencey Ichasagua. Un altro mencey singolare fu il cosiddetto "Mencey Loco" (mencey pazzo).